# Napoli Pride
Il Napoli Pride è la parata del Pride che si svolge a Napoli dal 1996, organizzato da diverse associazioni locali. La parata sfila abitualmente per le strade del centro storico di Napoli nei mesi di giugno o luglio.

## Storia
Il 29 giugno 1996, Napoli ospitò il primo Gay Pride del Sud Italia, intitolato Jesce Sole. Questo evento rappresentò la terza manifestazione nazionale dopo quelle di Roma nel 1994 e Bologna nel 1995. La parata vide la partecipazione di oltre ventimila persone provenienti da tutta Italia e fu organizzata da Arcigay e Arcilesbica. Un momento storico fu l'intervento dal palco dell'allora sindaco di Napoli, Antonio Bassolino, che, con la fascia tricolore, diede un segnale istituzionale di apertura e sostegno alla comunità LGBT. La manifestazione vide le esibizioni di artisti come Mario Merola e Gigi D'Alessio.
Dopo l'edizione del 1996, il Napoli Pride non si tenne per diversi anni.
Nel 2010, Napoli ospitò il suo secondo Pride nazionale, a distanza di 14 anni dal primo evento del 1996.
Nel 2013, da Napoli partì l’iniziativa dell’Onda Pride, una serie di manifestazioni organizzate in diverse città italiane per promuovere i diritti LGBT.
Nel 2014, si tenne la prima edizione del Mediterranean Pride of Naples (MPoN), un evento per la cooperazione internazionale nel Mediterraneo per i diritti LGBT. Questo percorso portò, nel 2017, alla firma della Carta di Marsiglia, un accordo per la libera circolazione dei diritti, delle idee e delle persone, sottoscritto con i Pride di Marsiglia, Beirut, Algeri, Tunisi e Pompei.
Nell’edizione del 2016 il corteo del Napoli Pride entrò nell’ex area NATO di Bagnoli, segnando la prima manifestazione in questo luogo precedentemente occupato da una delle più grandi basi NATO del Mediterraneo.

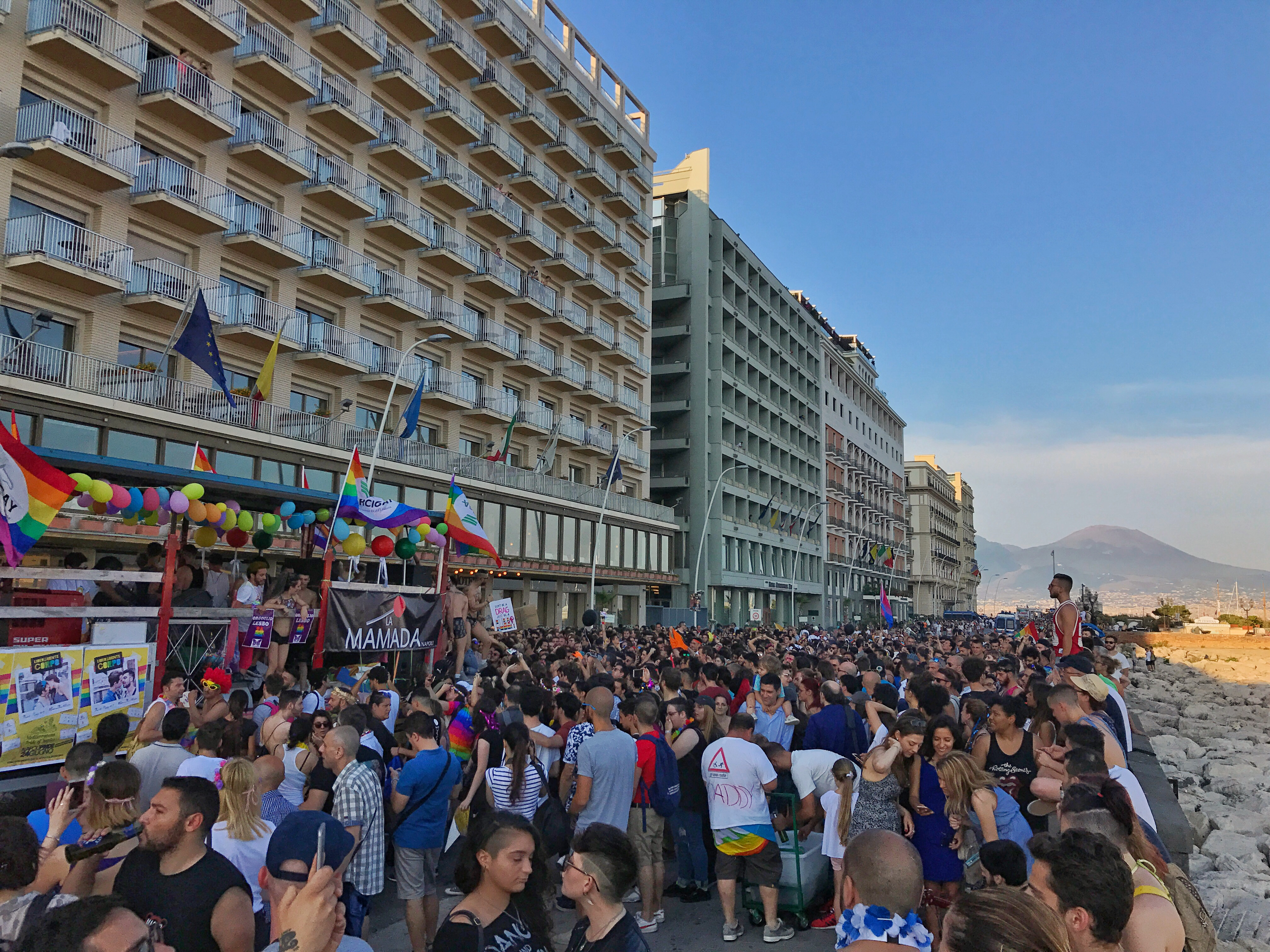
Napoli Pride 2017, presso il lungomare di Napoli.

Nel 2018, il Pride si espanse nell'area metropolitana di Napoli con un'edizione a Pompei. Questa espansione continuò negli anni successivi con eventi a Sorrento nel 2019, Torre Annunziata nel 2022 e Scafati nel 2023.
Nonostante la pandemia da COVID-19, il Napoli Pride fu l'unico pride in Europa che si tenne nel 2020.

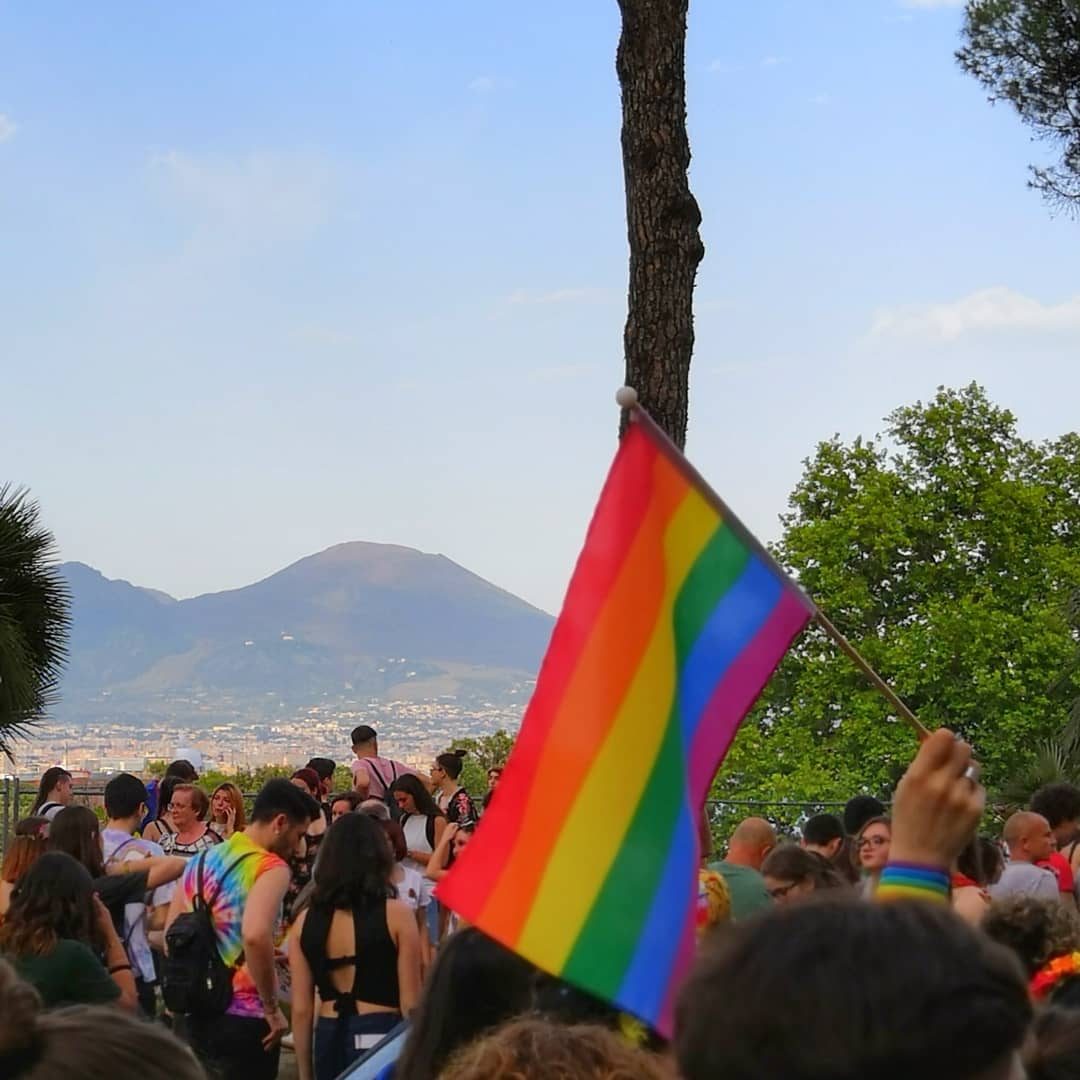
Napoli Pride 2020.

Nel 2024 si svolse la seconda edizione del Pride Park, che vide la partecipazione di istituzioni comunali, provinciali e regionali, con la presenza del Governatore della Regione Vincenzo De Luca per la prima volta al Pride. L'evento culminò con uno spettacolo musicale che vide la partecipazione di artisti di caratura nazionale e internazionale.